# مایکل ویتزام
مایکل ویتزام (انگلیسی: Michael Vitzthum؛ زادهٔ ۲۰ ژوئن ۱۹۹۲) بازیکن فوتبال اهل آلمان است.
از باشگاه‌هایی که در آن بازی کرده‌است می‌توان به باشگاه فوتبال هایدنهایم، باشگاه فوتبال کارلسروهه، باشگاه فوتبال وهن ویسبادن، و باشگاه فوتبال اشتوتگارت اشاره کرد.
وی همچنین در تیم‌های ملی فوتبال جوانان آلمان و زیر ۲۱ سال آلمان بازی کرده‌است.